# 3885 Bogorodskij
3885 Bogorodskij eller 1979 HG5 är en asteroid i huvudbältet som upptäcktes den 25 april 1979 av den rysk-sovjetiske astronomen Nikolaj Tjernych vid Krims astrofysiska observatorium på Krim. Den har fått sitt namn efter den sovjetisk-ukrainske astronomen Oleksandr Bohorodskyj; ryska: Aleksandr Fjodorovitj Bogorodskij (1907–1984).
Asteroiden har en diameter på ungefär femton kilometer.